# موش بزرگ‌جثه پشمین
موش بزرگ‌جثه پشمین (نام علمی: Kunsia tomentosus) نام یک گونه از سرده موش‌های بزرگ‌جثه است.